# Владимир Янев (офицер)
Владимир Янев Иванов е български офицер, генерал-майор, заслужил деятел на физическата култура и спорт.

## Биография
Роден е на 17 февруари 1921 г. в Свиленград в семейството на бежанци от Беломорска Тракия. От 15 септември 1944 г. влиза в системата на МВР. През 1947 г. става оперативен работник към криминална полиция. От 1951 е назначен за началник на стопанското отделение към Областното управление на МВР в Хасково. През 1957 г. става заместник-началник на Околийското управление на МВР в Мадан, а по-късно е началник на управлението в Девин. През 1964 г. е назначен за началник на контраразузнавателното отделение на МВР в Хасково, а след това е заместник-началник. През 1970 г. е назначен за началник на Областното управление на МВР-Хасково, където остава до пенсионирането си през 1982 г. Генерал-майор от 1975 г. През 2015 г. е обявен за Почетен гражданин на Хасково. Умира на 8 януари 2017 г. в Хасково.

## Книги
- От милиционер до генерал, 2009